# Dekanat Ziębice
Dekanat Ziębice – jeden z 33 dekanatów w rzymskokatolickiej archidiecezji wrocławskiej.
W skład dekanatu wchodzi 10 parafii:
- parafia Trójcy Świętej → Bożnowice
- parafia Niepokalanego Poczęcia Najświętszej Maryi Panny → Ciepłowody
- parafia Wniebowzięcia Najświętszej Maryi Panny → Henryków
- parafia św. Jadwigi → Krzelków
- parafia św. Jana Ewangelisty → Niedźwiednik
- parafia św. Wawrzyńca → Osina Wielka
- parafia Wniebowzięcia Najświętszej Maryi Panny → Starczówek
- parafia św. Bartłomieja → Wigańcice
- parafia św. Piotra i Pawła → Ziębice
- parafia św. Jerzego → Ziębice